# Fylkesvei
Fylkesvei (în norvegiană fylkesvei/filkesveg abbr. Fv; literal: drum provincial) este denumirea de drum principal (provincial / fylke) din Norvegia și aproximativ comparabil cu drumul județean în România.
Drumurile norvegiene sunt clasificate de Agenția Norvegiană de Trafic Rutier (Statens vegvesen). Străzile au fost împărțite în Riksveier, Fylkesveier și Bygdeveier (drum comunal sau rural) în 1931.
De la o reformă administrativă din 2010, peste 60% din trasee sunt în mâinile provinciilor, adică sunt Fylkesveier.

## Numerotare

Șoseaua duce la Fylkesvei 116

Fylkesveier au fost renumerotate în fiecare provincie, astfel încât în Norvegia existau diferite Fylkesveier cu același număr. O excepție a fost Oslo și comunele Moskene și Svalbard, unde nu există Fylkesveier. În 2019, a fost decisă o nouă numerotare a drumurilor. Au fost introduse numere din patru cifre pentru a desemna străzile, astfel încât fiecare stradă să aibă un număr unic. Cu toate acestea, din moment ce majoritatea drumurilor regionale înainte nu au fost semnalizate, majoritatea norvegienilor nu au observat imediat schimbarea.

### Fylkesveier primare

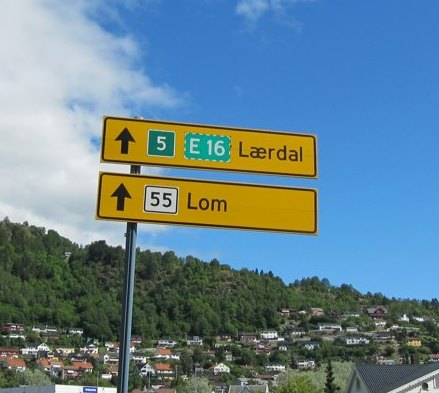
Fylkesvei 55 primar este semnalizat cu text negru pe fond alb, în timp ce drumurile naționale, inclusiv drumurile europene, au indicatoare verzi

Toate Riksveier care au devenit Fylkesveier la 1 ianuarie 2010 sunt acum Fylkesveier primare. Au păstrat numerele străzilor pe care le aveau înainte. Sunt marcate cu numere negre pe fundal alb.

### Fylkesveier secundare
Acestea erau deja Fylkesveier înainte de reformă și, cu câteva excepții, nu sunt semnalizate. Unele Riksveier reclasificate aveau același număr ca Fylkesveier care exista deja în Fylke. Pentru a preveni un conflict, Fylkesveier secundar au primit numere noi.
Fylkesveier secundar din Akershus, care trece prin mai multe municipalități, a primit numere noi la granițele municipale.
Diese waren auch schon vor der Reform Fylkesveier und sind, mit einigen Ausnahmen, nicht beschildert. Einige umklassifizierte Riksveier hatten dieselbe Nummer wie bereits in der Fylke existierende Fylkesveier. Um einen Konflikt zu verhindern, bekamen die sekundären Fylkesveier neue Nummern.
Die sekundären Fylkesveier in Akershus, die durch mehrere Kommunen gehen, bekamen an den Kommunengrenzen neue Nummern.